# هاردي ر. فرانكلين
هاردي ر. فرانكلين (بالإنجليزية: Hardy R. Franklin)‏ هو أمين مكتبة أمريكي، ولد في 9 مايو 1929 في روما في الولايات المتحدة، وتوفي في 22 أغسطس 2004 في واشنطن العاصمة في الولايات المتحدة.